# جورج ام استراتون
جورج ملکولم استراتون (انگلیسی: George Malcolm Stratton؛ ۲۶ سپتامبر ۱۸۶۵ – ۸ اکتبر ۱۹۵۷) یک استاد فلسفه و روان‌شناسی و پژوهشگر آمریکایی بود.
 وی یکی از شاگردان برجسته ویلهلم وونت و از پیشگامان پژوهش ادراک در زمینه مشاهدات چشم بود. وی همچنین اولین آزمایشگاه روان‌شناسی در آمریکا را در دانشگاه کالیفرنیا، برکلی دایر کرد. مطالعاتی که وی با استفاده از عینک‌های ویژه در مورد ادراک بینایی خود و داوطلبان به عمل آورده، دارای شهرت جهانی است. در سال ۱۹۰۸م، وی یکی از اعضای آکادمی ملی علوم و نیز رئیس انجمن روان‌شناسی آمریکا بود.

## عینک ویژه و نگاه وارونه

نمونه ای جدید از عینک ویژه که نشان می‌دهد چگونه چشمک زدن در عینک‌های وارونه به نظر می‌رسد.

اولین تجربه جدی با عینک‌های ویژه که تصویر را وارونه نشان می‌داد، در سال ۱۸۶۱م، توسط  هلمهولتز گزارش شده‌است. بعدها با الهام از تجربه هلمهولتز آزمایشهای مشابهی نیز در سال ۱۸۸۰م، در دانشگاه پادووا توسط فیلسوف ایتالیایی روبرتو آردیگو انجام گرفت و گزارشی از آن در سال ۱۸۸۶م، در یک کتاب منتشر شد.

در سال ۱۸۹۵م، جورج ام استراتون، مطالعات خودش روی دستگاه بینایی و این که چگونه تصویر معکوسی که به صورت وارونه روی شبکیه چشم می‌افتد به صورت معمول درک می‌شود را در دانشگاه کالیفرنیا، برکلی آغاز کرد.
هر چند که در اصل قصد استراتون دیدن تصویر وارونه ای از محیط با هر دو چشم بود، اما مشکلات فنی تجربه او را به یک چشم محدود کرد. او با استفاده از دو عدسی در یک استوانه، عینکی یک چشمی ساخت و چشم دیگر خود را پوشاند. این عینک همزمان، بالا و پایین؛ و چپ و راست را وارونه نشان می‌داد. به این ترتیب او توانست مدتی، در تمام طول روز، تصویر وارونه ای از محیط با چشم راست خود ببیند. استراتون در طول روز همزمان چشم چپ خود را با وصله ای می‌پوشاند و شبها هر دو چشم را می‌بست تا در طول انجام آزمایش، هیچ تصویر عادی از محیط نبیند. این تجربه در ابتدا عجیب بود و باعث ایجاد مشکل در حرکات و رفتار عادی در محیط می‌شد. اما تنها پس از چند روز نوعی سازگاری با شرایط جدید شکل گرفت و از سختی‌ها کاسته شد.
استراتون، آزمایشهای چند روزه مشابهی را با تغییرات جزئی در طول چند سال تکرار کرد. در اولین تجربه که ۸ روز به طول انجامید، روز اول حالت تهوع به وی دست داده بود. اما از روز هفتم تقریباً همه چیز عادی شده بود. پس از برداشتن عینک در پایان روز هشتم، دیدن محیط به شکل عادی بار دیگر غریب بود. استراتون متوجه شد که در ابتدای عادی سازی،  دست چپ خود را درعوض دست راست پیش می‌برد و برعکس وقتی قصد دارد از دست چپ استفاده کند، دست راست خود را حرکت می‌دهد. اولین تجربیات وی تنها در فضای بسته بود، ولی او بعدها این گونه آزمایش‌ها را به فضای باز نیز گسترش داد. 

جورج ام استراتون همچنین با استفاده از آینه و محدود کردن میدان دید مستقیم، تأثیر ارتباط و هماهنگی حس بینایی و لامسه را تحت مطالعه قرار داد. ایجاد اختلال در این ارتباط نیز در ابتدا دشواریهایی در درک محیط و حرکت ایجاد می‌کرد، اما بار دیگر تنها پس از ۳ روز نوعی سازگاری با شرایط شکل گرفت. برداشت وی این بود که هماهنگی حس لامسه و بینایی و درک مشترک از حواس پنجگانه، تا حدودی اکتسابی است.

## یادداشت
1. ↑   https://en.wikipedia.org/wiki/Roberto_Ardigò